# Consentiment
El consentiment és un concepte jurídic que fa referència a l'exteriorització de la voluntat entre dues o diverses persones per acceptar drets i obligacions. El seu marc d'actuació principal és el dret civil i, en especial, el dret d'obligacions i de contractes, on el consentiment té un paper fonamental en el marc de l'autonomia de la voluntat.
En l’àmbit de la violència contra les dones, però, s'ha d’ampliar la definició per encabir-hi la reflexió sobre el que no és consentiment ja que, sovint, el silenci o la no manifestació clara de la voluntat, per part d’una dona, en una situació violenta, ha servit de base per exculpar la persona o persones que han dut a terme l’agressió.
A les definicions lexicogràfiques del terme, per tant, s'hi afegeix la necessitat, en parlar de consentiment, de considerar-lo com el fet d’establir límits, tant personals com interpersonals, i també respectar els de l’altre. Els límits estableixen el marc temporal i contextual que estipula, en aquell lloc i moment, què és o no consentit. L’ONU adverteix de la necessitat de promoure la cultura del consentiment per posar fi a la cultura de la violació.